# David Archuleta (album)
| Đánh giá chuyên môn  | Đánh giá chuyên môn |
| Nguồn đánh giá       | Nguồn đánh giá      |
| Nguồn                | Đánh giá            |
| -------------------- | ------------------- |
| About.com            | [ 2 ]               |
| Allmusic             | [ 1 ]               |
| Entertainment Weekly | (C+)                |
| Los Angeles Times    | [ 4 ]               |
| Rolling Stone        | [ 5 ]               |
| The New York Times   | (thích)             |
| USA Today            | [ 7 ]               |
| Yahoo! Music         | (thích)             |

David Archuleta là album đầu tay của á quân American Idol mùa 7 David Archuleta. Album được phát hành ngày 11 tháng 11 năm 2008 tại Mỹ bởi hãng đĩa Jive Records, 6 tháng sau khi American Idol năm đó kết thúc. Đĩa đơn đầu tiên từ album là "Crush". Album trong tuần đầu đã đạt được vị trí 2 trên Billboard 200, chỉ sau Fearless của Taylor Swift. Trong ba tuần phát hành, album đã bán ra được 316.000 bản ở Mỹ. Ngày 29 tháng 1 năm 2009, album đã được cấp chứng nhận Vàng tại Mỹ, tương đương với doanh số 500.000 bản.

## Danh sách bài hát
| STT | Nhan đề                     | Sáng tác                                                                       | Thời lượng |
| --- | --------------------------- | ------------------------------------------------------------------------------ | ---------- |
| 1.  | "Crush"                     | Jess Cates, David Hodges, Emanuel Kiriakou                                     | 3:32       |
| 2.  | "Touch My Hand"             | Steve Kipner, Steve McEwan, Wayne Wilkins                                      | 4:21       |
| 3.  | "Barriers"                  | Steve Kipner, Steve McEwan, Wayne Wilkins                                      | 3:50       |
| 4.  | "My Hands"                  | Zukhan Bey, James Fauntleroy, Emanuel Kiriakou                                 | 4:04       |
| 5.  | "A Little Too Not Over You" | David Archuleta, Mathew Gerrard, Mike Krompass, Robbie Nevil                   | 3:18       |
| 6.  | "You Can"                   | Antonina Armato, Tim James                                                     | 3:42       |
| 7.  | "Running"                   | James Fauntleroy, Konttinen Risto, Wayne Nugent, Steven Russell, Dapo Torimiro | 3:35       |
| 8.  | "Desperate"                 | Andreas Carlsson, Desmond Child, Konstantin Rethwisch, Alexander Rethwisch     | 3:41       |
| 9.  | "To Be with You"            | Kara DioGuardi, Emanuel Kiriakou                                               | 3:25       |
| 10. | "Don't Let Go"              | David Archuleta, JC Chasez, Jimmy Harry                                        | 3:47       |
| 11. | "Your Eyes Don't Lie"       | Antonina Armato, Tim James, Devrim Karaoglu                                    | 3:04       |
| 12. | "Angels"                    | Guy Chambers, Robbie Williams                                                  | 4:09       |

| Bản deluxe | Bản deluxe              | Bản deluxe                                    | Bản deluxe |
| STT        | Nhan đề                 | Sáng tác                                      | Thời lượng |
| ---------- | ----------------------- | --------------------------------------------- | ---------- |
| 13.        | "Waiting for Yesterday" | David Hodges, Steven McMorran, Joy Williams   | 3:27       |
| 14.        | "Falling"               | David Archuleta                               | 4:32       |
| 15.        | "Let Me Go"             | Thomas Meredith, Sheppard Solomon             | 3:46       |
| 16.        | "Somebody Out There"    | David Archuleta, Mike Krompass, Steve Diamond | 3:42       |

| Bonus track Wal-Mart | Bonus track Wal-Mart | Bonus track Wal-Mart                               | Bonus track Wal-Mart |
| STT                  | Nhan đề              | Sáng tác                                           | Thời lượng           |
| -------------------- | -------------------- | -------------------------------------------------- | -------------------- |
| 13.                  | "Works for Me!"      | David Archuleta, Daniel Bedingfield, Toby Lightman | 3:17                 |

## Xếp hạng
| Xếp hạng (2008)       | Vị trí cao nhất |
| --------------------- | --------------- |
| Mỹ Billboard 200      | 2               |
| Canadian Albums Chart | 14              |

| Bảng xếp hạng (2009) | Vị trí |
| -------------------- | ------ |
| Mỹ Billboard 200     | 59     |

## Doanh số và chứng nhận
| Khu vực   | Chứng nhận | Doanh số |
| --------- | ---------- | -------- |
| Mỹ (RIAA) | Vàng       | 764.000  |

## Thời gian phát hành
| Khu vực        | Ngày                 |
| -------------- | -------------------- |
| Hồng Kông      | 10 tháng 11 năm 2008 |
| Indonesia      | 10 tháng 11 năm 2008 |
| Singapore      | 10 tháng 11 năm 2008 |
| Hàn Quốc       | 11 tháng 11 năm 2008 |
| Hoa Kỳ         | 11 tháng 11 năm 2008 |
| Canada         | 11 tháng 11 năm 2008 |
| Philippines    | 11 tháng 11 năm 2008 |
| Malaysia       | 17 tháng 11 năm 2008 |
| Úc             | 6 tháng 12 năm 2008  |
| Đài Loan       | 12 tháng 12 năm 2008 |
| Nhật Bản       | 25 tháng 2 năm 2009  |
| Brasil         | 11 tháng 3 năm 2009  |
| Vương quốc Anh | 11 tháng 5 năm 2009  |